# Назаренко, Анатолий Иванович
Анатолий Иванович Назаренко (19 декабря 1948, Алма-Ата Казахская ССР, СССР) — советский борец греко-римского стиля, серебряный призёр Олимпийских игр, трёхкратный чемпион мира, двукратный чемпион Европы, 5-кратный чемпион СССР, заслуженный мастер спорта СССР (1970).

## Биография
Родился в Алма-Ате. Начал заниматься борьбой в 1965 году. По словам тренера В. А. Псарёва

Анатолий был самым педантичным моим учеником. Ничего повторять ему дважды не приходилось, — рассказывал Псарев. — А вот техника долго не прививалась. Природными данными он не отличался и никак не мог освоить основных приёмов в академическом исполнении. Но он работал. Больше всех! Наверное, даже больше Бакулина. А ведь Володя считался эталоном в нашей секции…— http://sports.kz/news/kommentarii-izlishni
По словам Валерия Резанцева

— Толя тяжело переносил нагрузки, восстанавливался медленнее других, но работал больше всех… Насколько больше? Ну, скажем, вдвое больше, чем я, — это уж точно.— http://pskovchess.ru/news/Kommentarii-izlishni792/
В 1968 году выполнил норматив мастера спорта. В 1969 году завоевал звание чемпиона СССР. В следующем году уступил первое место, однако поехал на чемпионат мира, где в первый раз завоевал звание чемпиона мира. В 1971 году вернул себе звание чемпиона СССР, но уступил звание чемпиона мира, оставшись вторым. В 1972 году стал чемпионом Европы.
На Летних Олимпийских играх 1972 года в Мюнхене боролся в категории до 82 килограммов (средний вес). Выбывание из турнира проходило по мере накопления штрафных баллов. За чистую победу штрафные баллы не начислялись, за победу за явным преимуществом начислялось 0,5 штрафных балла, за победу по очкам 1 штрафной балл, за ничью 2 или 2,5 штрафных балла, за поражение по очкам 3 балла, поражение за явным преимуществом 3,5 балла, чистое поражение — 4 балла. Если борец набирал 6 или более штрафных баллов, он выбывал из турнира. Титул оспаривали 20 человек.
В первой же схватке жребий свёл Анатолия Назаренко со своим основным соперником, «жёлтой молнией» Чабой Хегедюшем, ставшем в дальнейшем победителем соревнований. Венгерский борец, сумев заработать в дебюте два балла, ушёл в глухую защиту, однако без нарушений правил, и отстоял победу. Все остальные схватки Анатолий Назаренко выиграл, боролся лучше чем Хегедюш, но смог только сравняться по количеству штрафных баллов. По результатам личной встречи золотую медаль получил венгерский борец.
| Круг | Соперник        | Страна                                       | Результат | Основание                            | Время схватки |
| ---- | --------------- | -------------------------------------------- | --------- | ------------------------------------ | ------------- |
| 1    | Чаба Хегедюш    | Венгрия                                      | Поражение | По очкам (3 штрафных балла)          |               |
| 2    | Рейнхольд Хукер | Федеративная Республика Германии (1949—1990) | Победа    | Туше (0 штрафных баллов)             | 5:08          |
| 3    | Кирил Димитров  | Болгария                                     | Победа    | По очкам (1 штрафной балл)           |               |
| 4    | Али Ягмур       | Турция                                       | Победа    | Туше (0 штрафных баллов)             | 1:48          |
| 5    | Йон Габор       | Румыния                                      | Победа    | Туше (0 штрафных баллов)             | 8:35          |
| 6    | Милан Ненадич   | Югославия                                    | Победа    | Неявка соперника (0 штрафных баллов) |               |

В 1973 году подтвердил звание чемпиона СССР, в 1974 году стал чемпионом мира, Европы и СССР. В 1973 году победил на чемпионате СССР, но на чемпионат мира не поехал, по официальной версии ввиду травмы.
Иная причина была изложена Леонидом Либерманом, заменившим Анатолия Назаренко на чемпионате мира 1973 года в Тегеране:

 С Назаренко приключилась беда. Перед поездкой в Иран он решил запастись валютой. Однако в советское время покупка американских долларов расценивалась, как идеологическая диверсия, за которую можно было угодить за решётку. От заключения Анатолия спасли многочисленные титулы и принадлежность к спортивному обществу силовых структур — “Динамо”.
Наказали заслуженного мастера спорта сурово. Спортивные боссы, чтобы отчитаться перед верховным руководством, вывели чемпиона мира из сборной СССР...
Шок был настолько глубок, что на июньский чемпионат Европы-1973 в этой весовой категории не повезли никого.— 
В 1975 году вновь стал чемпионом страны и стал трёхкратным чемпионом мира. В 1976 году остался вторым на чемпионате СССР. В 1976 и 1977 годах выигрывал турниры Гран-при Германии. В конкуренции уступил место в сборной Владимиру Чебоксарову. В 1977 же году остался третьим на чемпионате Европы и закончил карьеру.
Коронным приёмом Анатолия Назаренко был бросок прогибом в оригинальном исполнении: на большой скорости, со швунгом и скручиванием.
По словам тренера В. А. Псарёва:

Теперь многие так бросают. Но первым был Назаренко. Он обходился почти без прогиба, бросал силой плечевого пояса и рук. Вот на этом мы и начали строить его борьбу. Раньше он сгибался перед соперником, а теперь выпрямился.
Окончил Грузинский сельскохозяйственный институт. Работал агрономом в совхозе, потом назначен заместителем директора овощеводческого хозяйства. После того, как оставил карьеру, работал директором Гардабанского консервного комбината.
Дважды награждён медалью «За трудовую доблесть».
На настоящий момент живёт с семьёй в США.